# Behandlingscenter Tjele
Behandlingscenter Tjele er i dag landets ældste og største behandlingscenter, der behandler alkoholmisbrug, medicinafhængighed og misbrug af andre rusmidler efter Minnesotamodellen. 
Behandlingscenter Tjele, der ligger i Viborg Kommune, blev startet i 1990. Siden da er der kommet flere centre til under Behandlingscenter Tjele, så der i dag findes tre døgncentre i nærheden af Viborg, et døgncenter i Sydjylland ved Egtved og på Sjælland Orelund ved Mørkøv. Behandlingsteamet på samtlige døgncentre er tværfagligt sammensat og består af alkoholrådgivere, psykologer, psykiater, læge, sygeplejersker og sygevagter.